# Невзоров, Валентин Иванович
Валентин Иванович Невзоров (29 июля 1918 — 4 марта 1961) — советский режиссёр театра и кино.

## Биография
Родился в 1918 году в деревне Акшино (Ленские прииски) Иркутской области.
Творческую деятельность начал как актёр Иркутского театра.
В 1938 году окончил Московское театральное училище, затем поступил на режиссёрский факультет ГИТИСа.
Участник Великой Отечественной войны — студентом ушёл на фронт, воевал в партизанском отряде, был тяжело ранен, пройдя несколько госпиталей, демобилизовался в 1943 году. Работал режиссёром фронтового театра, инструктором ЦК ВЛКСМ. Член ВКП(б) с 1945 года.
В 1944—1948 годах — режиссёр Московского театра драмы, затем режиссёр Главного управления радиовещания, в 1951—1956 годах — приглашённый режиссёр в Малом театре.
С 1956 года — режиссёр киностудии «Мосфильм». Снял два фильма. Дебютной работой, причём совместно с Леонидом Гайдаем, стал фильм «Долгий путь», высокую оценку которому дал Михаил Ромм. Второй фильм, «Семья Ульяновых», получил вторую премию на Всесоюзном кинофестивале.
Умер в 1961 году в Москве. Похоронен на Ваганьковском кладбище (20 участок).

## Фильмография
- 1956 — Долгий путь
- 1957 — Семья Ульяновых